# Cabrerolles
Cabrerolles é uma comuna francesa na região administrativa de Occitânia, no departamento de Hérault. Estende-se por uma área de 28,68 km². Em 2010 a comuna tinha 348 habitantes (densidade: 12,1 hab./km²).